# Tlstá
Tlstá este o arie protejată (arie specială de conservare — SAC, sit de importanță comunitară — SCI) din Slovacia întinsă pe o suprafață de 292,52 ha, integral pe uscat.

## Localizare
Centrul sitului Tlstá este situat la coordonatele 48°57′39″N 19°21′37″E / 48.960833°N 19.360278°E.

## Înființare
Situl Tlstá a fost declarat sit de importanță comunitară în aprilie 2004 pentru a proteja 7 specii de animale. Situl a fost protejat și ca arie specială de conservare în martie 2004.

## Biodiversitate
Situată în ecoregiunea alpină, aria protejată conține 1 habitat natural: Păduri acidofile de Picea de la nivel montan la nivel alpin (Vaccinio-Piceetea).
La baza desemnării sitului se află mai multe specii protejate de  mamifere (7): liliac cârn (Barbastella barbastellus), lupul (Canis lupus), râs eurasiatic (Lynx lynx), șoarece de tatra (Microtus tatricus), liliac cu urechi mari (Myotis bechsteinii), Rupicapra rupicapra tatrica, urs brun (Ursus arctos).
Pe lângă speciile protejate, pe teritoriul sitului au mai fost identificate 2 specii de amfibieni, 6 specii de mamifere, 2 specii de reptile.